# Rossebändiger (Berlin)

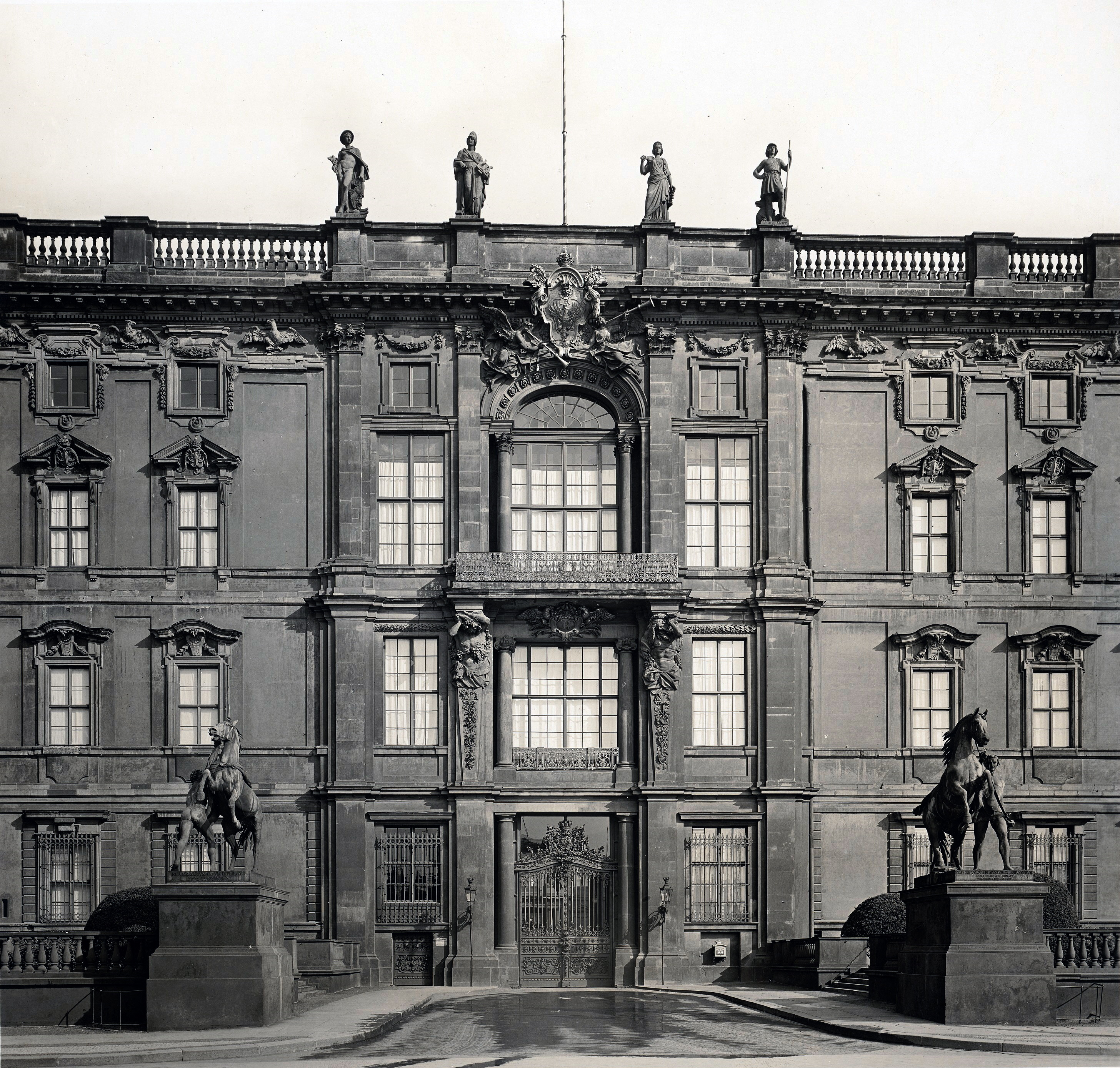
Rossebändiger vor dem Portal IV des Berliner Schlosses

Die Rossebändiger sind zwei Bronzeplastiken des russischen Bildhauers deutschbaltischer Abstammung Peter Clodt von Jürgensburg. Sie wurden 1844 vor dem Portal IV des Berliner Schlosses aufgestellt, wo sie mit dem Löwenkämpfer und der Amazone vor dem Alten Museum korrespondierten, und 1945 in den Kleistpark versetzt. Im Zusammenhang mit dem Wiederaufbau des Schlosses wird über die Wiederaufstellung der Rossebändiger am ursprünglichen Ort diskutiert.

## Geschichte und Beschreibung

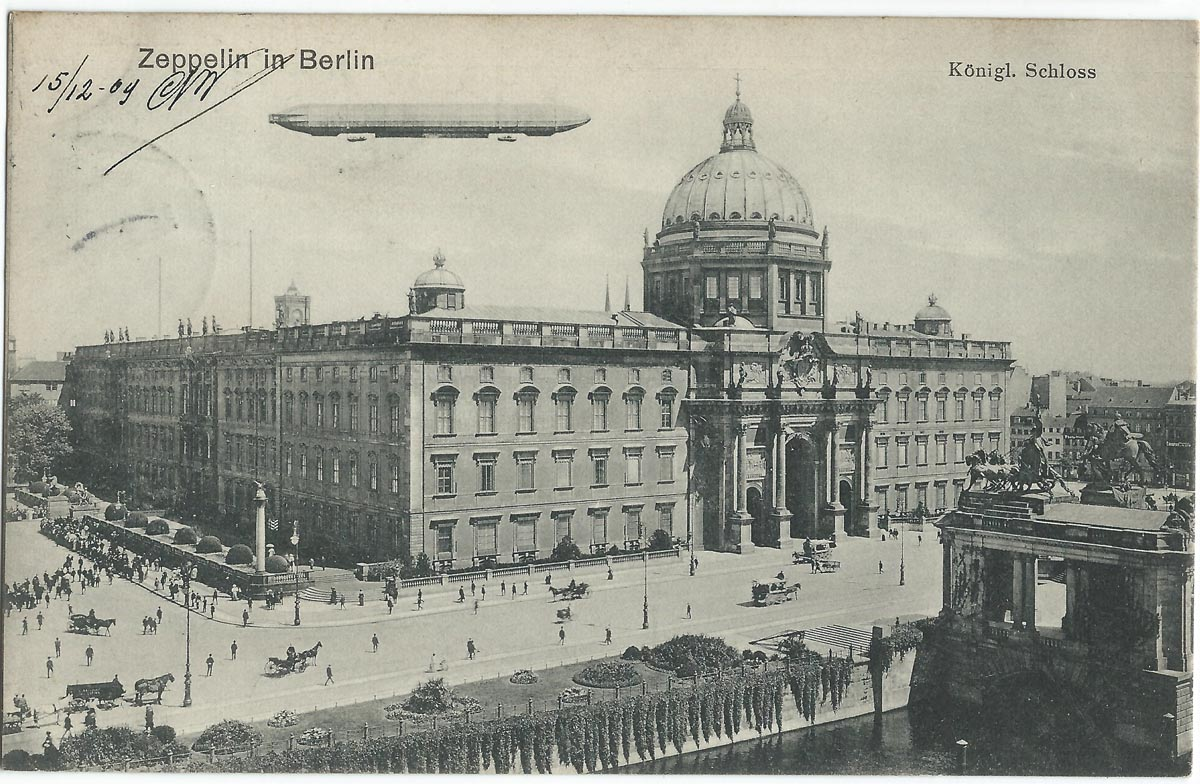
Berliner Schloss um 1900, hinten links die Rossebändiger

Vor der Nordfassade des Berliner Schlosses wurde 1846 die Lustgartenterrasse fertiggestellt. Sie bestand aus einem größeren Westteil mit der Adlersäule und einem kleineren Ostteil mit den Rossebändigern. Die rund vier Meter hohen Bronzeplastiken sind Meisterwerke des russischen Bildhauers deutschbaltischer Abstammung Peter Clodt von Jürgensburg und waren Geschenke des russischen Zaren Nikolaus I. an den preußischen König Friedrich Wilhelm IV. 
Friedrich Wilhelm hatte sie 1842 auf der Anitschkow-Brücke in Sankt Petersburg gesehen und war von ihnen so beeindruckt, dass sein Schwager Nikolaus ihm zwei Wiederholungen schenkte. Diese ließ er 1844 vor dem Portal IV des Schlosses aufstellen, wo sie mit dem Löwenkämpfer zu Pferde von Albert Wolff und der Amazone zu Pferde von August Kiß vor dem Alten Museum korrespondierten. Im Gegenzug schenkte der preußische König zwei Wiederholungen des Geländers der Schloßbrücke, die der russische Zar an der Anitschkow-Brücke anbringen ließ.
Alexander von Humboldt und Christian Daniel Rauch waren an der Wahl des Standorts beteiligt und von der Wirkung der Rossebändiger begeistert. In der Zeit des Vormärz gaben die Berliner den Plastiken die Spitznamen „behinderter Fortschritt“ und „beförderter Rückschritt“. Der letzte Schlossbaumeister Albert Geyer schrieb über die Rossebändiger: „Die prächtigen Kunstwerke, im Maßstab gut passend, gereichen der Schloßterrasse und damit dem Schlosse zur Zierde“. Die lateinischen Inschriften und ihre deutschen Übersetzungen lauten:

“NICOLAVS. I. RVSSIARVM. IMPERATOR / SIGNA. PETROPOLI. FACTA / DONAVIT. A. MDCCCXXXXII”

„Nikolaus I., Kaiser von Russland, hat die in Petersburg geschaffenen Werke 1842 geschenkt“

“FRIDERICVS. GVILELMVS. IV. REX. BORVSSORVM / OPERA. HAEC. SIBI. DONATA / COLLOCAVIT. A. MDCCCXXXXIIII”

„Friedrich Wilhelm IV., König von Preußen, hat die geschenkten Werke 1844 hier aufgestellt“

Nachdem die Plastiken den Zweiten Weltkrieg ohne Schäden überstanden hatten, wurden sie 1945 in den Kleistpark versetzt, wo dessen Gartenarchitekt Georg Pniower sie als „zu klein und nur ein Notbehelf“ bezeichnete. Im Zusammenhang mit dem Wiederaufbau des Schlosses als Sitz des Humboldt-Forums wird über die Wiederaufstellung der Rossebändiger diskutiert. Dafür sprechen sich laut einer repräsentativen Umfrage von Infratest dimap 44 % der Deutschen und 51 % der Berliner, der Chef des Fördervereins Berliner Schloss Wilhelm von Boddien, der ehemalige Chef der Stiftung Berliner Schloss Manfred Rettig und der stellvertretende Landeskonservator a. D. Klaus von Krosigk aus.

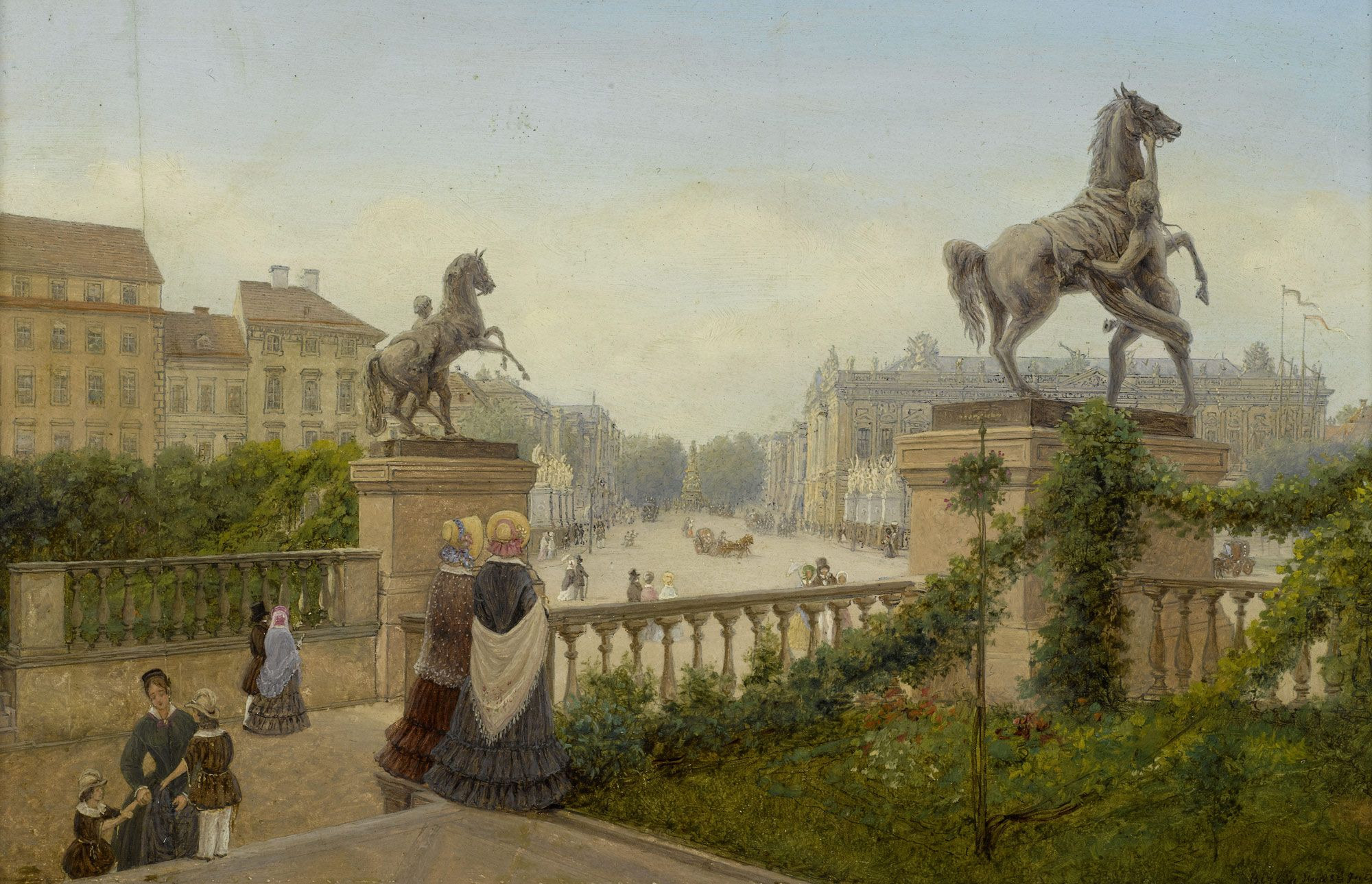
Rossebändiger auf einem Gemälde von Wilhelm Brücke, 1852
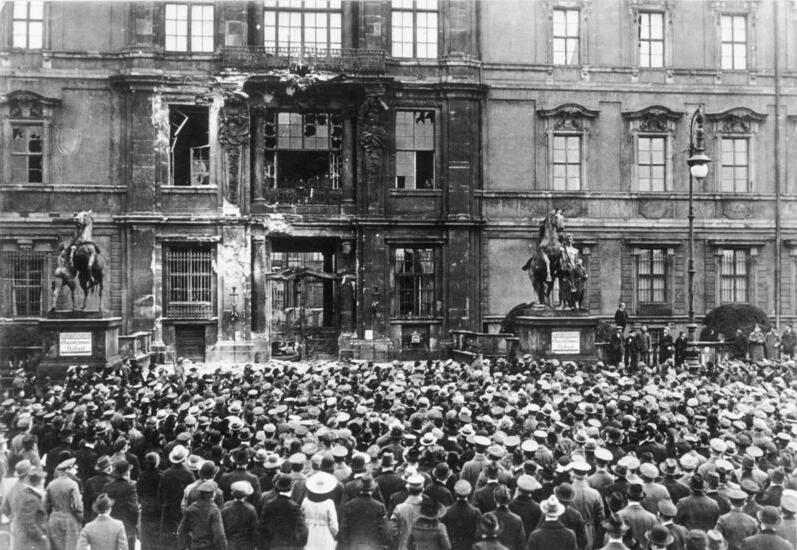
Kundgebung der SPD vor den Rossebändigern, 1919
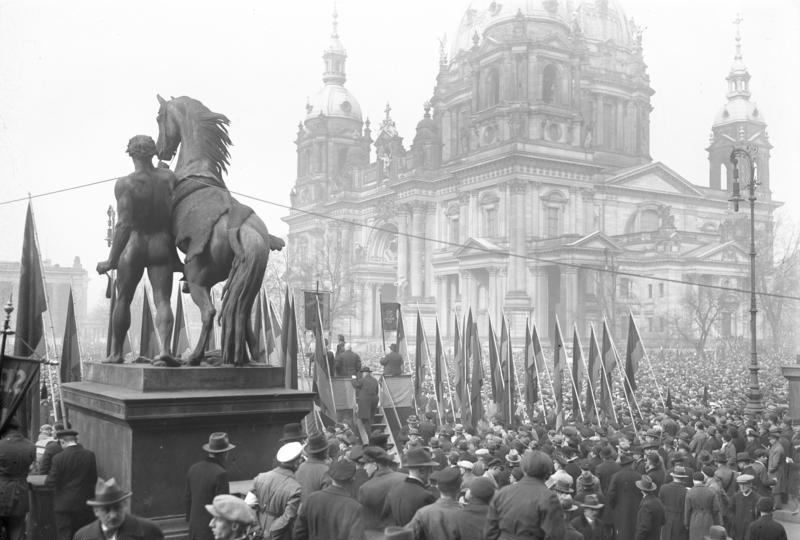
Rede von Otto Wels vor den Rossebändigern, 1932
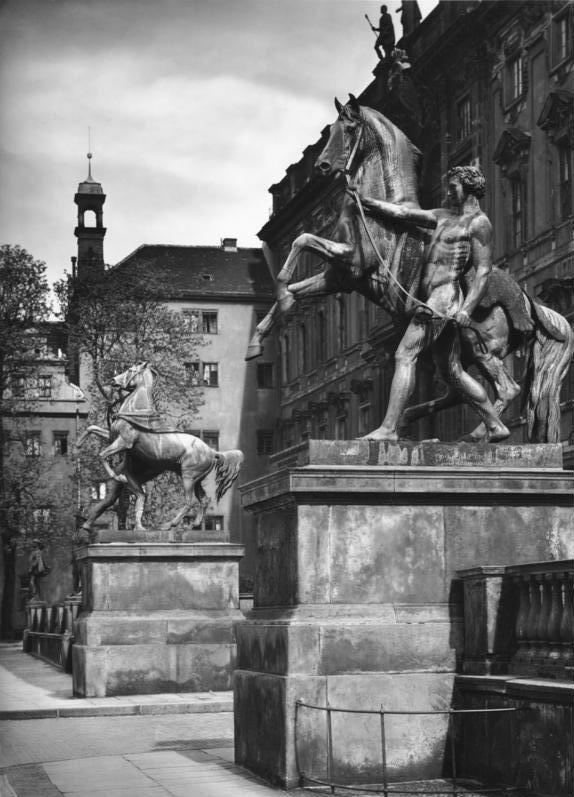
Seitenansicht der Rossebändiger, 1933
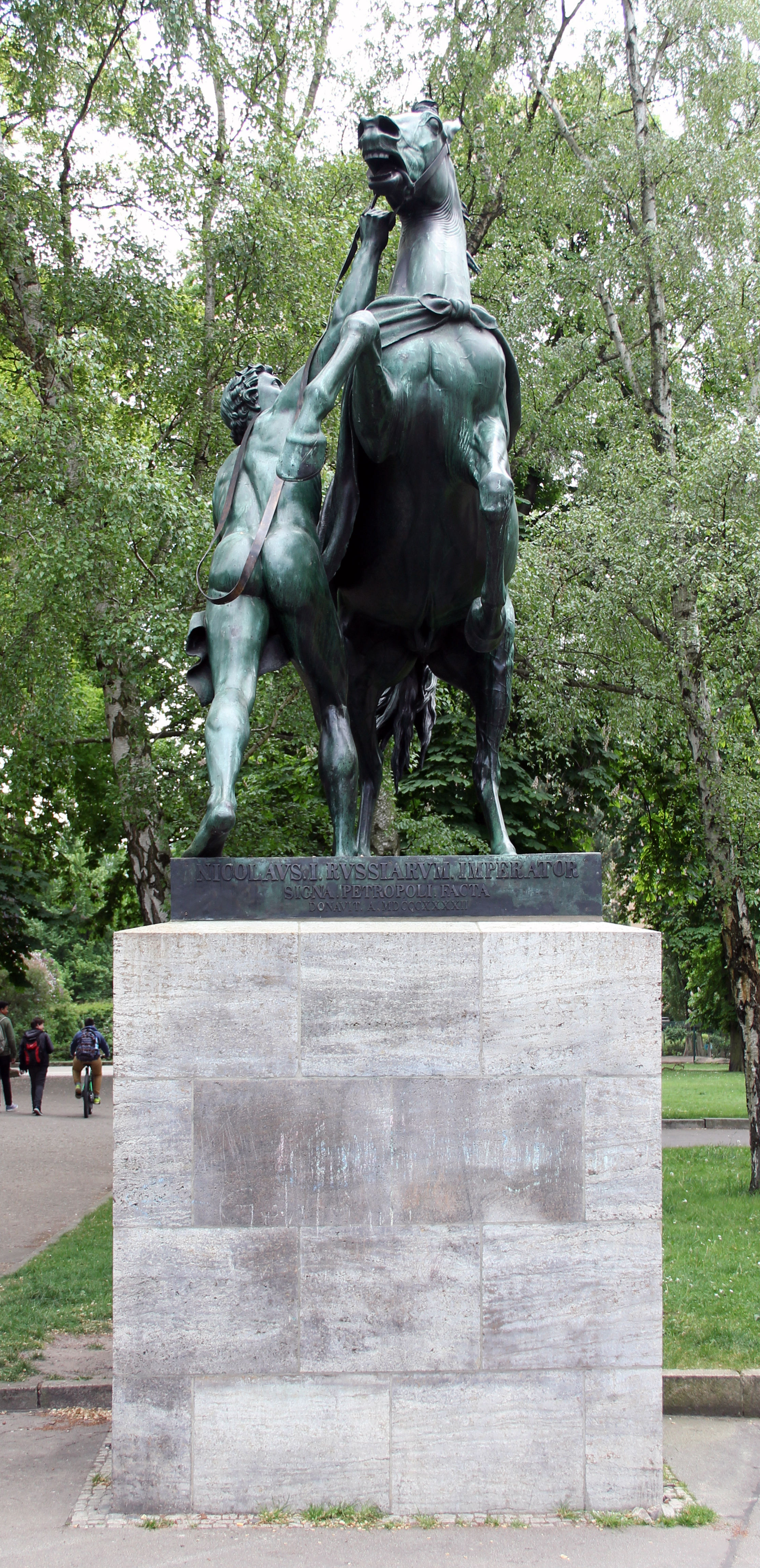
Rossebändiger 1 im Kleistpark
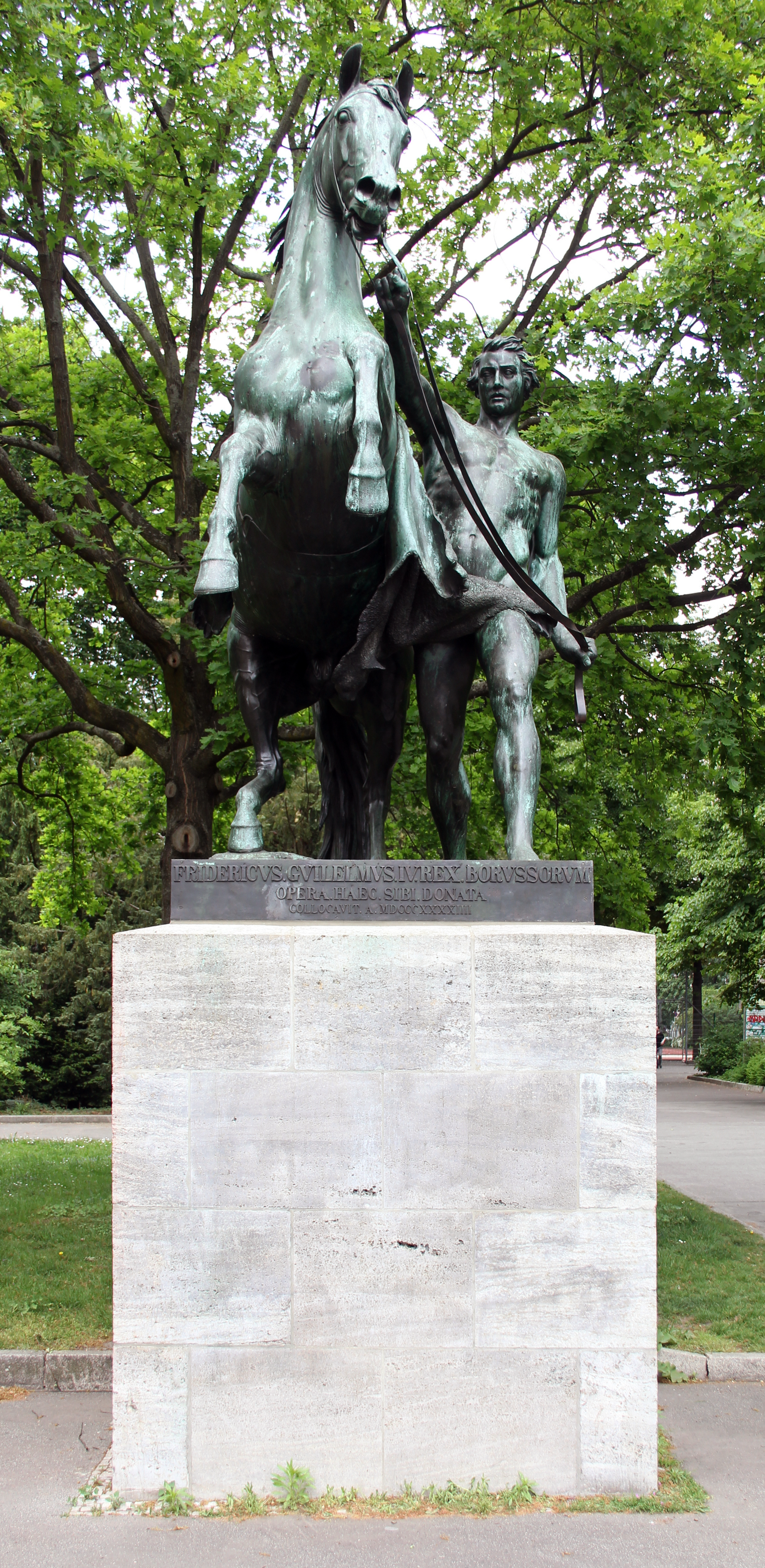
Rossebändiger 2 im Kleistpark

## Weitere Rossebändiger
Peter Clodt von Jürgensburg wiederholte die beiden Rossebändiger 1843 für die Anitschkow-Brücke in Sankt Petersburg und 1846 für den Palazzo Reale in Neapel. Zar Nikolaus I. soll über den Bildhauer gesagt haben: „Der Mann erschafft edlere Pferde als jeder preisgekrönte Hengst.“ In Russland gelten die Rossebändiger auf der Anitschkow-Brücke als Wahrzeichen von Sankt Petersburg.

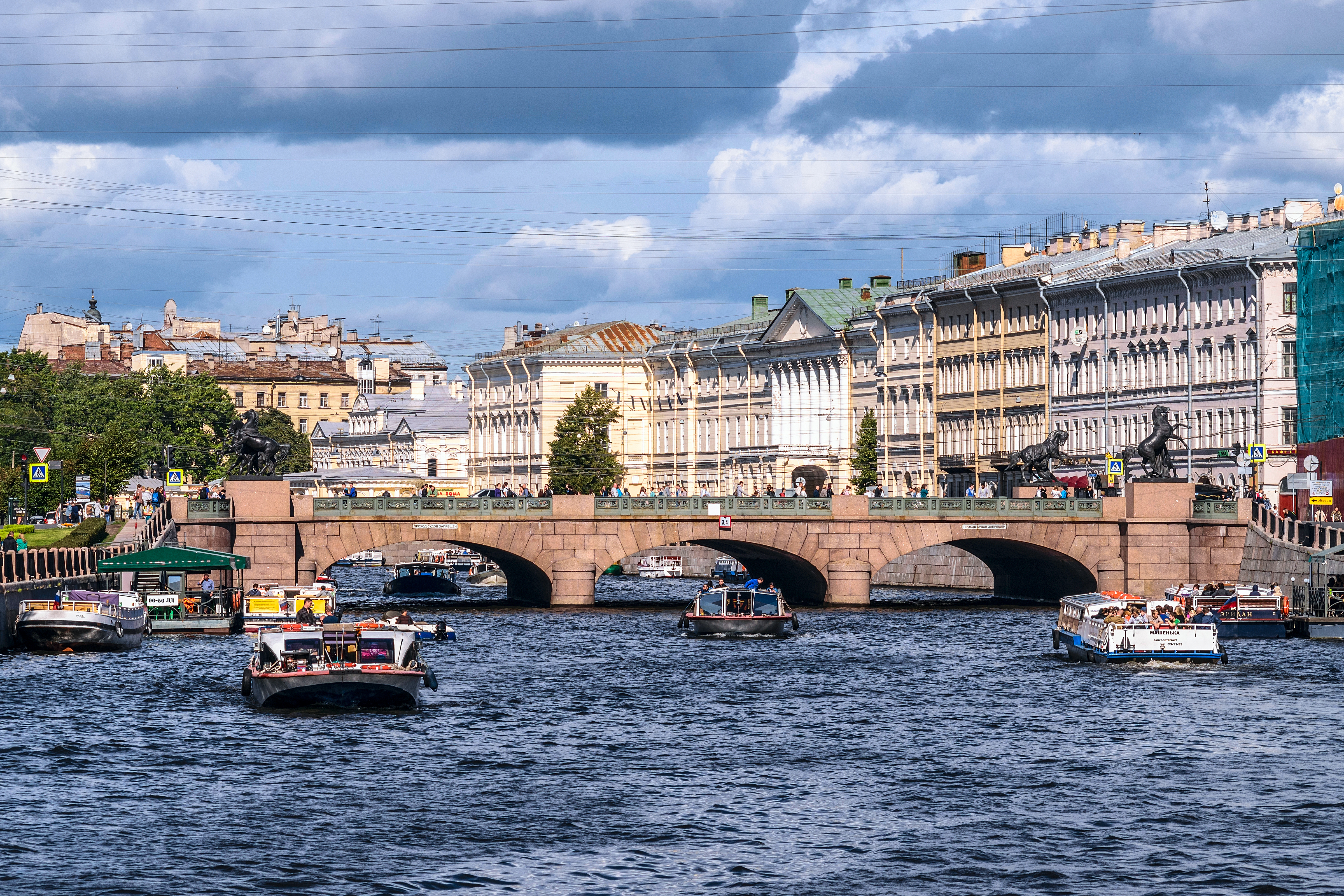
Anitschkow-Brücke in Sankt Petersburg
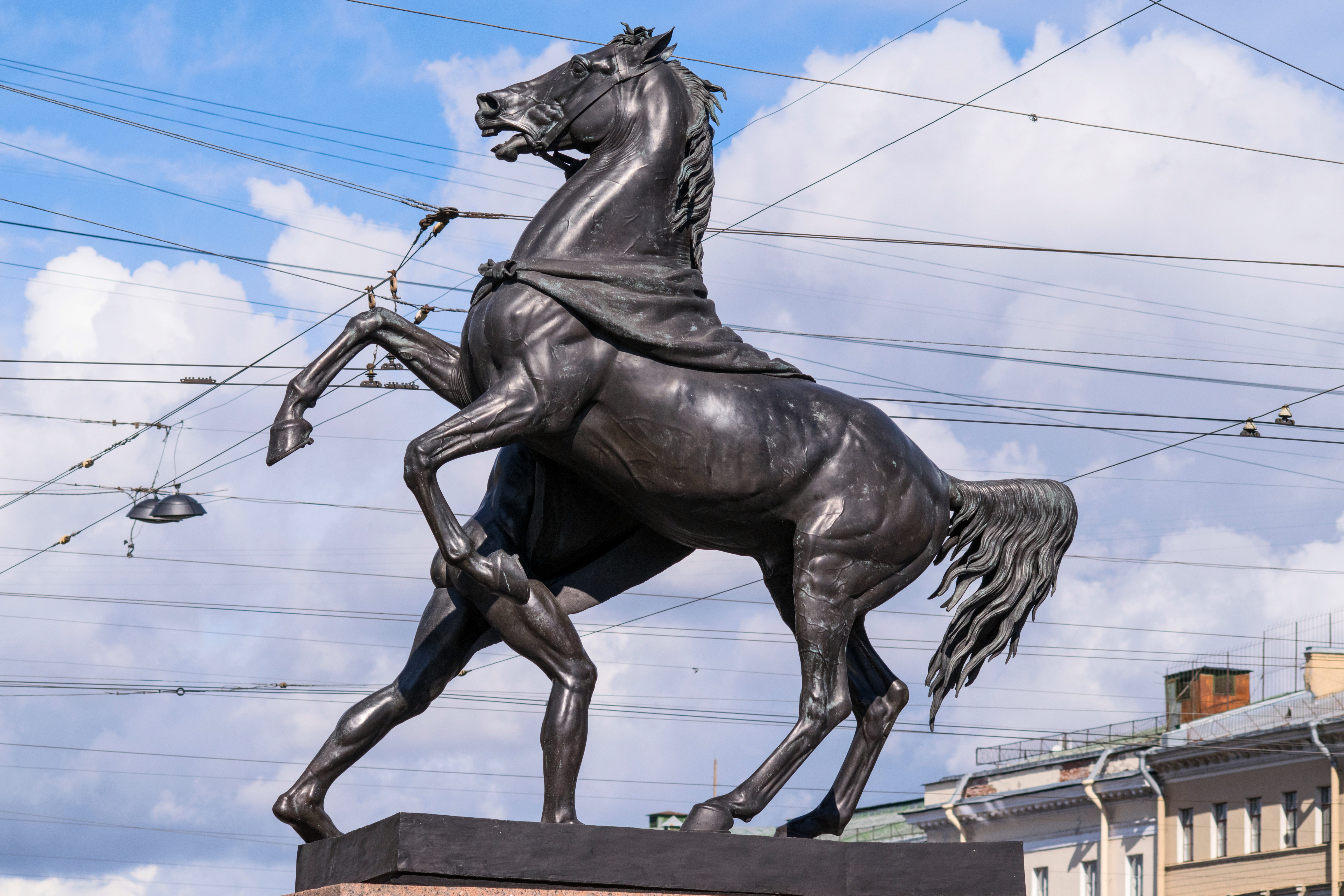
Rossebändiger 1 auf der Anitschkow-Brücke
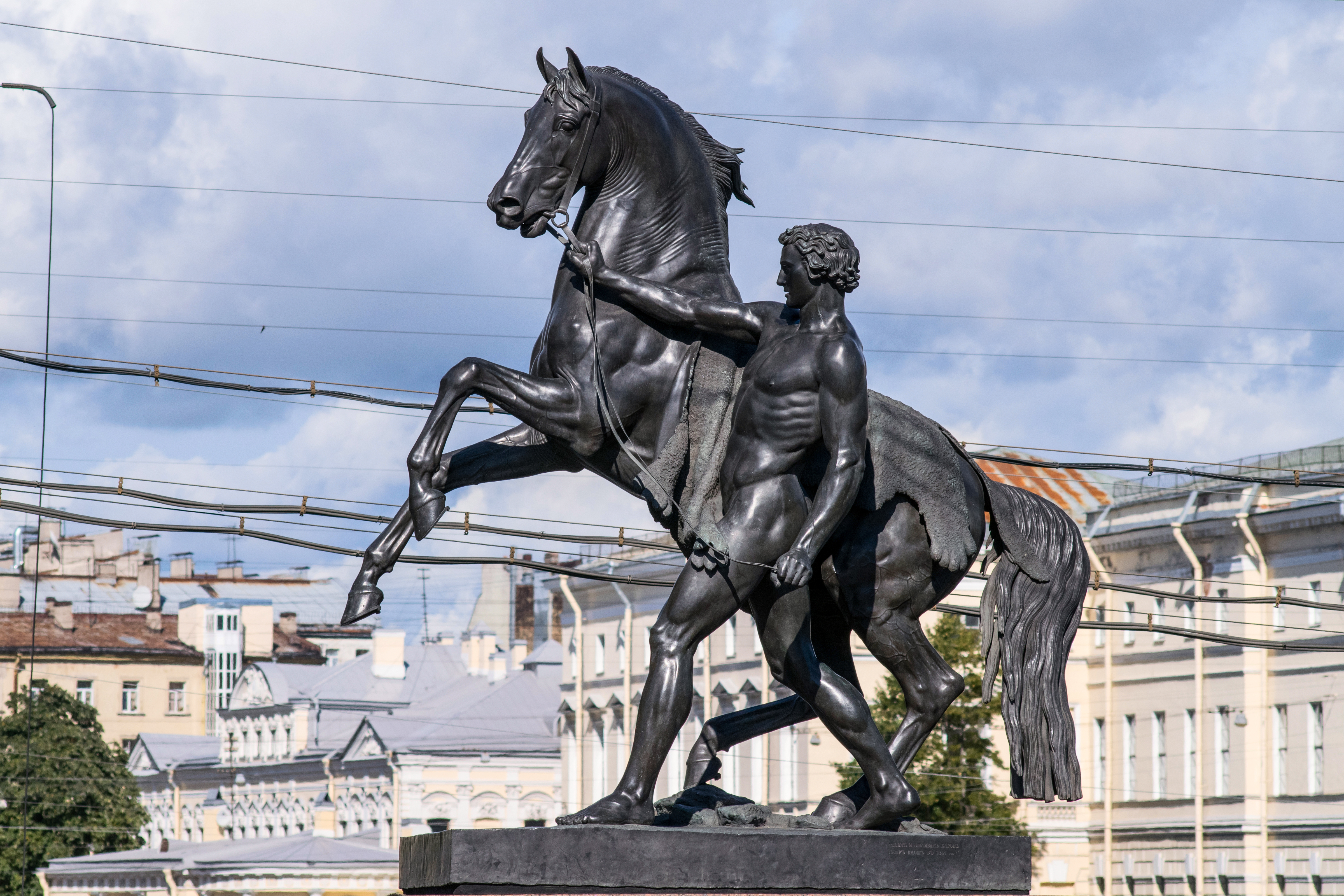
Rossebändiger 2 auf der Anitschkow-Brücke
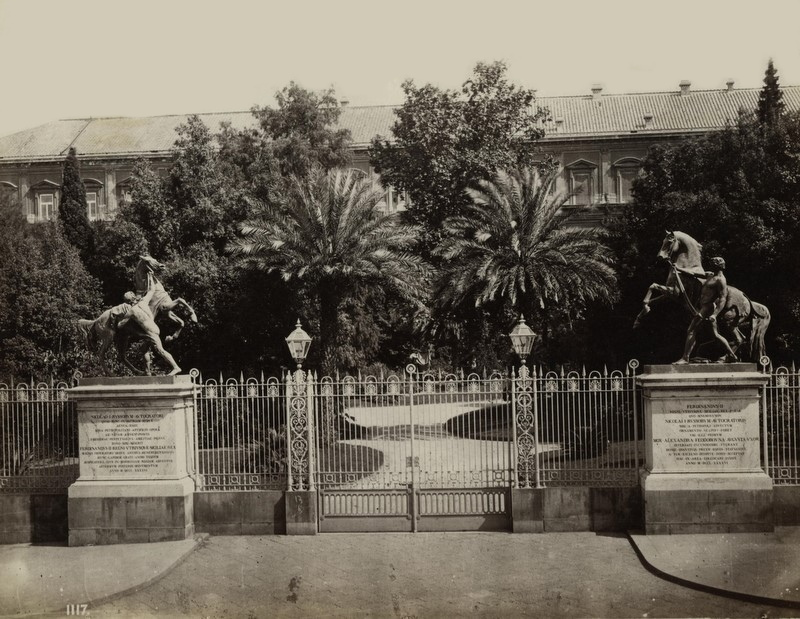
Rossebändiger vor dem Palazzo Reale in Neapel